# Сергей Шчербаков
Сергей Александрович Шчербаков (роден на 30 април 1959 г., Саратов) е руски скулптор, почетен художник на Русия. Член на Съюза на руските художници (1991).
Сергей Александрович Щербаков е роден през 1959 г. в Саратов. През 1981 г. завършва с отличие Саратовското художествено училище, а през 1987 г. – Ленинградското художествено-индустриално училище „Вера Мухина“. След като завършва колеж, той получава покана от скулптора Пьотр Малков да работи в град Волжски във Волгоградска област. Работилницата на скулптора се намира във Волгоград. През 1991 г. е приет в Съюза на художниците на Русия.
Сергей Шчербаков е женен и има двама сина. По-малкият брат на Сергей, Андрей Александрович Шчербаков, също е скулптор.

## Творчество
Едно от първите произведения на Щербаков – паметник на загиналите в Афганистан войници интернационалисти – е открито във Волжски през 1991 г.
Най-известната творба на Сергей Шчербаков е бетонната скулптура „Скърбящата жена“, създадена през 1997 г. и инсталирана на Съветското гробище на военния мемориален комплекс близо до село Росошка във Волгоградска област. През 1999 г., по инициатива на британската страна, Шчербаков изработва оригинално копие на „Опечалената“ в бронз; скулптурата е монтирана в Лондон, на територията на парка на Имперския военен музей, в памет на съветските граждани, загинали по време на Втората световна война. Откриването ѝ се състои на 40-ия рожден ден на автора – 30 април 1999 г. Година по-късно подобен паметник, но наречен „Тихата камбана“, е издигнат в родния град на Шчербаков, Саратов. След това идва предложение от Германската служба за военни гробове да се монтира „Опечалената жена“ на Шчербаков в град Халбе, един от най-големите гробове в Германия от Втората световна война.
Творбите се съхраняват в колекциите на Третяковската галерия. Московски музей за модерно изкуство, Имперски военен музей в Лондон, в частни колекции във Великобритания, Германия, Франция, Холандия, САЩ, Китай.
Както пише изкуствоведът Любов Яхонтова, един от любимите материали на Шчербаков е алуминият, който се използва доста рядко в скулптурата. Скулпторът е привлечен от него от декоративните му качества, както и от възможността да изрази идеята за техницизма на времето и съзвучието му с новата архитектура. Готовият алуминиев предмет има грапава повърхност и трябва да се докара до блясък чрез продължително ръчно полиране. В крайна сметка художникът завършва работата си на ръка, както е при дървото, глината и други материали, за разлика от скулптурите, отлети от бетон.